# هفت تششمة (ميانة)
هفت‌ تششمة هي قرية في مقاطعة ميانة، إيران. عدد سكان هذه القرية هو 168 في سنة 2006.